# Heterochroma eriopioides
Heterochroma eriopioides là một loài bướm đêm trong họ Noctuidae.